# Pávlovsk (Óblast de Vorónezh)
Pávlovsk (en ruso: Па́вловск) es una ciudad rusa, capital del raión homónimo en la óblast de Vorónezh.
En 2021, la ciudad tenía una población de 22 384 habitantes. En su territorio no hay pedanías.
Se ubica sobre la orilla derecha del río Don. Se encuentra a 234 km al sureste de Vorónezh, la capital de la óblast. Está unida a Vorónezh por la autopista M4 Don, que lleva hacia el sur a Rostov del Don y Krasnodar.

## Historia
En 1709, Pedro I de Rusia trasladó las dársenas de los barcos de Vorónezh a Pávlovsk y empezó la construcción de una nueva fortaleza.

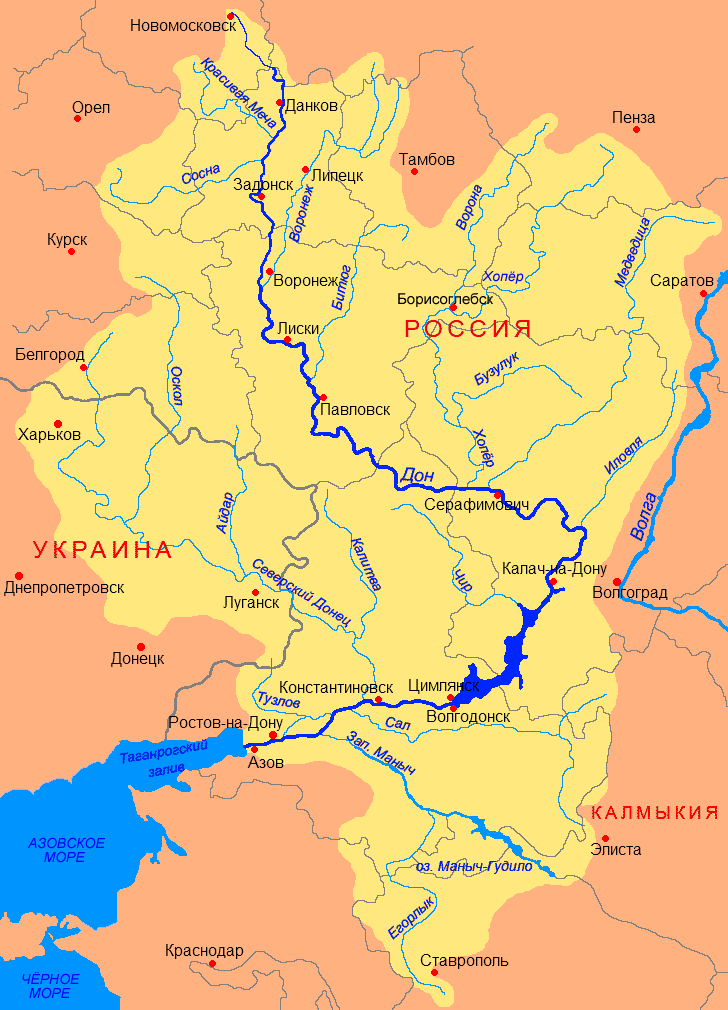
Mapa en ruso del río Don en el que aparece Pávlovsk (Па́вловск) sobre la orilla izquierda de su curso medio